# 約克林 (特拉華州)
約克森（英語：Yorklyn）是位於美國特拉華州紐卡斯爾縣的一個非建制地區。該地的面積和人口皆未知。

## 地理
約克森的座標為39°48′29″N 75°40′32″W / 39.80806°N 75.67556°W，而該地的平均海拔高度為53米（即174英尺）。